# Xestia iobaphes
Xestia iobaphes är en fjärilsart som beskrevs av Charles Boursin 1936. Xestia iobaphes ingår i släktet Xestia och familjen nattflyn. Inga underarter finns listade i Catalogue of Life.